# Masters France
Masters France — профессиональный выставочный теннисный турнир, проводившийся в 2008—2009 годах на хардовых кортах в Тулузе. Игрался в конце декабря, по окончании ATP-тура. В нем принимали участие 8 французских теннисистов — семеро, показавших в течение сезона лучшие результаты на четырёх турнирах ATP: Open 13 (в феврале), Open de Moselle (в сентябре), Grand Prix de Tennis de Lyon (в октябре) и BNP Paribas Masters (в ноябре) — и один приглашённый теннисист, получивший Wild Card.
В 2010 году турнир был закрыт из-за отказа участвовать в нем лучших французских спортсменов.

## Регламент
Восемь теннисистов были поделены на 2 группы, где встречались друг с другом по круговой системе. Итоговые места распределялись сначала по количеству побед, затем по количеству сыгранных матчей, личных встреч, процентном соотношении выигранных сетов или геймов и, наконец (если вышеуказанные параметры имеют равенство), по решению организаторов. Теннисисты, занявшие вторые места в своих группах, встречались в матче за 3-е место, а занявшие первые места — в финале.

## Победители
| Год  | Победитель     | Финалист       | Счёт в финале     |
| ---- | -------------- | -------------- | ----------------- |
| 2009 | Жюльен Беннето | Арно Клеман    | 7-62, 6-2         |
| 2008 | Жиль Симон     | Микаэль Льодра | 5-7, 7-67 — отказ |